# Дитрих V фон Мьорс
Дитрих V (IV) фон Мьорс (на немски: Dietrich V (IV) von Moers; † 12 ноември 1365) е граф на Мьорс, господар на Дидам (днес част от Монтферланд) в Гелдерланд, Нидерландия.

## Произход
Той е син на граф Дитрих IV фон Мьорс († 1346) и съпругата му Кунигунда фон Фолмещайн († сл. 1339), дъщеря на Дитрих II фон Фолмещайн-Бракел († 1314) и Кунигунда фон Дортмунд-Линдхорст († сл. 1304), дъщеря на Конрад II фон Дортмунд († 1253). Внук е на Дитрих III фон Мьорс († 1307) и Маргарета фон Изенбург-Аренфелс († 1302).
От 1356 г. Дитрих V има графската титла.

## Фамилия
Първи брак: на 20 май 1347 г. с Катарина фон Рандерат († 1352), дъщеря на Лудвиг III фон Рандерат-Ерпрат († сл. 1364) и Юта фон Ерпрат. Те имат една дъщеря:
- Агнес, омъжена сл. 1378 г. за Хайнрих XI фон Флекенщайн, господар на Дагщул, Хунзинген и Байнхайм († 1420)

Втори брак: пр. 1352 г. с Елизабет фон Баер-Зуилен (в Нидерландия), наследничка на Баер († 1372), дъщеря на Йохан фон Баер († сл. 1330) и Рихардис фон Батенбург († сл. 1360). Те имат две деца:
- Фридрих III фон Мьорс († сл. 12 май 1417), на 1 септември 1376 г. за графиня Валбурга фон Сарверден (* пр. 1367; † 23 октомври 1418), наследничка 1397 г. на Графство Сарверден
- Хедвиг († сл. 1410), омъжена на 1 юни 1389 г. за Петер фон Кроненберг, господар на Кроненбург, Нойербург и Вилц († между 19 ноември 1413 – 27 март 1414)

Дитрих V фон Мьорс има и две незаконни дъщери:
- Кунигунда († сл. 1409), омъжена сл. 1406 г. за Бертолд XI фон Бюрен († между 14 октомври 1410 – 8 юли 1412)
- Кунигунда († сл. 1381), омъжена пр. 21 януари 1371 г. за Валтер ван Воорст-Кепел (* ок. 1344; † 24 март 1393)